# (7002) Бронштэн
(7002) Бронштэн (лат. Bronshten) — астероид, относящийся к группе астероидов пересекающих орбиту Марса. Он был открыт 26 июля 1971 года советским астрономом Николаем Черных в Крымской обсерватории и назван в честь московского астронома Виталия Александровича Бронштэна.

Орбита астероида Бронштэн и его положение в Солнечной системе